# بخش دلاور (شهرستان دفاینس، اوهایو)
بخش دلاور (به انگلیسی: Delaware Township) یک منطقهٔ مسکونی در ایالات متحده آمریکا است که در شهرستان دفیانس، اوهایو واقع شده‌است.
 بخش دلاور ۹۳٫۲ کیلومتر مربع مساحت و ۲٬۱۳۴ نفر جمعیت دارد و ۲۱۶ متر بالاتر از سطح دریا واقع شده‌است.